# Jeg vet om en gutt
«Jeg vet om en gutt» o «Jeg vet om en jente» —en español: «Conozco a un niño/una niña»— es una canción compuesta por Arne Bendiksen, publicada en 1967 e interpretada en noruego por Randi & Torill y Kari & Ivar Medaas. Participó en la séptima edición del Melodi Grand Prix en 1967.

## Festival de Eurovisión

### Melodi Grand Prix 1967
Esta canción participó en el Melodi Grand Prix de 1967, celebrado el 25 de febrero ese año. Fue presentado por Van Joigt. La canción fue interpretada en tercer y octavo lugar el día del certamen: primero por Randi & Torill con una pequeña banda y luego por Kari & Ivar Medaas con una orquesta, precedidos por Torill Ravnaas y Kirsti Sparboe con «Dukkemann» y seguidos por Per Asplin y Karin Krogh con «Veslefrikk». Finalmente, quedó en cuarto puesto de 10, con 52 puntos.